# Xiaohaizi Shuiku
Xiaohaizi Shuiku är en reservoar i Kina. Den ligger i den autonoma regionen Xinjiang, i den nordvästra delen av landet, omkring 860 kilometer sydväst om regionhuvudstaden Ürümqi. Xiaohaizi Shuiku ligger 1 111 meter över havet. Arean är 103 kvadratkilometer. Trakten runt Xiaohaizi Shuiku är ofruktbar med lite eller ingen växtlighet. Den sträcker sig 15,1 kilometer i nord-sydlig riktning, och 12,4 kilometer i öst-västlig riktning.
Genomsnittlig årsnederbörd är 103 millimeter. Den regnigaste månaden är juli, med i genomsnitt 23 mm nederbörd, och den torraste är oktober, med 1 mm nederbörd.